# Halblech
Halblech là một đô thị ở Ostallgäu bang Bayern thuộc nước Đức.